# یانارداغ
یانارداغ (ترکی آذربایجانی: Yanar Dağ به معنی کوه آتش) یک منبع گاز طبیعی است که به‌طور پیوسته در دامنه تپه‌ای در شبه‌جزیره آب‌شوران در دریای خزر در نزدیکی باکو، پایتخت آذربایجان (کشوری که خود به عنوان سرزمین آتش شناخته می‌شود) شعله می‌کشد. شعله‌های آتش این منبع از یک لایه ماسه‌سنگ نازک متخلخل ۳ متر به هوا زبانه می‌کشد. ‎ یانار داغ از نظر اداری متعلق به شهرستان آب‌شوران آذربایجان است.
برخلاف گل‌فشان‌ها، شعله‌های یانارداغ نسبتاً پیوسته می‌سوزد، زیرا شامل تراوش مداوم گاز از سطح زیرین است. ادعا می‌شود که شعله یانارداغ تنها زمانی مورد توجه قرار گرفت که به‌طور تصادفی توسط یک چوپان در دهه ۱۹۵۰ روشن شد. در این محل نشت گِل یا مایع وجود ندارد و این تفاوتش با گل‌فشان‌های نزدیک یعنی لوکباتان و قُبوستان است.
در قلمرو یانارداغ، با فرمان ریاست جمهوری مورخ ۲ مه ۲۰۰۷، ذخیره‌گاه تاریخی-فرهنگی و طبیعی دولتی تأسیس شد که تحت کنترل سازمان دولتی گردشگری آذربایجان فعالیت می‌کند. پس از تعمیرات اساسی بین سال‌های ۲۰۱۷ تا ۲۰۱۹، موزه یانارداغ و نمایشگاه سنگ یانارداغ کروملچ در محوطه ذخیره‌گاه راه‌اندازی شد.
در هزاره اول پیش از میلاد، آتش در دین زرتشتی نقشی بنیادین را ایفا می‌کرد و به عنوان رابط بین انسان‌ها و فراطبیعت به‌شمار می‌آمد.

## جغرافیا

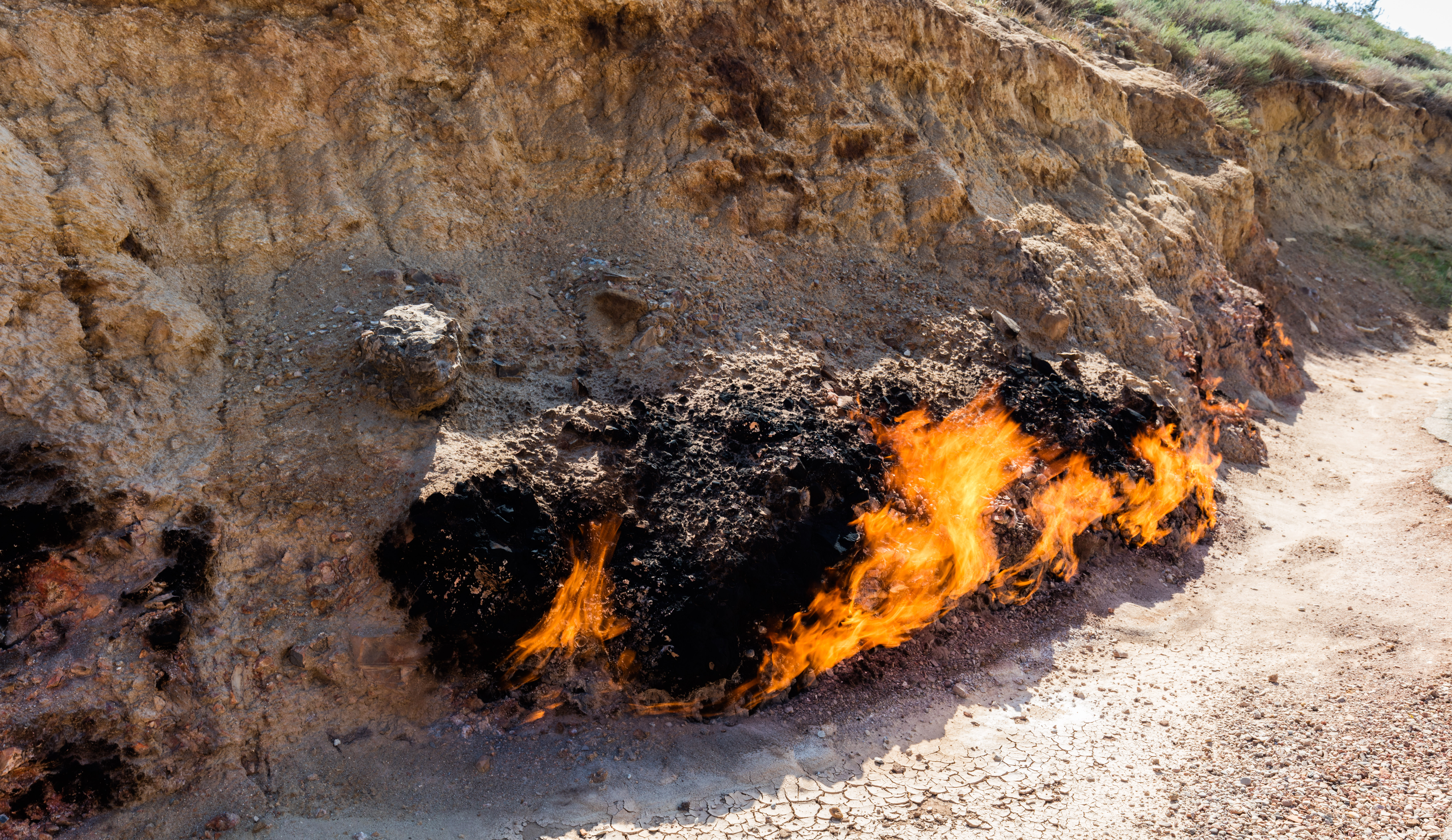
نمایی از یانارداغ در تپه کنار جاده

آتش یانارداغ هرگز خاموش نمی‌شود. اطراف این آتشکده روباز فضا پر از بوی گاز شده‌است. شعله‌های آتش از دریچه‌های سازندهای ماسه‌سنگی سرچشمه می‌گیرد و از یک پایه به پهنای ۱۰ متر در زیر دامنه تپه، تا ارتفاع ۱۰ متر (۳۳ فوت) زبانه می‌کشد.‎
اخگرهای سطحی ناشی از انتشار گازهای ثابت از خاک‌های زیرین است.
حتی سطح نهرهای نزدیک آتش یانارداغ را می‌توان با کبریت مشتعل کرد. این نهرها که در غیر این صورت آرام به نظر می‌رسند، به یاناربلاغ معروفند به معنی «چشمه‌های آتش». چندین چشمه از این دست در مجاورت رودخانه ویلاس‌چای وجود دارد که مردم محلی در آنجا حمام‌های درمانی می‌کنند.
الکساندر دوما، در یکی از بازدیدهای خود از این منطقه، آتشی مشابه را که در منطقه در داخل یکی از آتشکده‌های زرتشتی که در اطراف آن ساخته شده بود، توصیف کرد. امروزه تنها تعداد انگشت شماری کوه آتشین در جهان وجود دارد و بیشتر آنها در آذربایجان واقع شده‌اند. به دلیل غلظت زیاد گاز طبیعی در زیر شبه‌جزیره آب‌شوران، اخگرهای آتش طبیعی در سراسر دوران باستان در آنجا می‌سوخت و توسط نویسندگان تاریخی مانند مارکوپولو گزارش شده‌است.‎
بیشتر آتشفشان‌های گِلی در نزدیکی جاده باکو - شماخی در حدود ۴۰ کیلومتر (۲۵ مایل) از شهر قرار دارند.

## علل وجودی

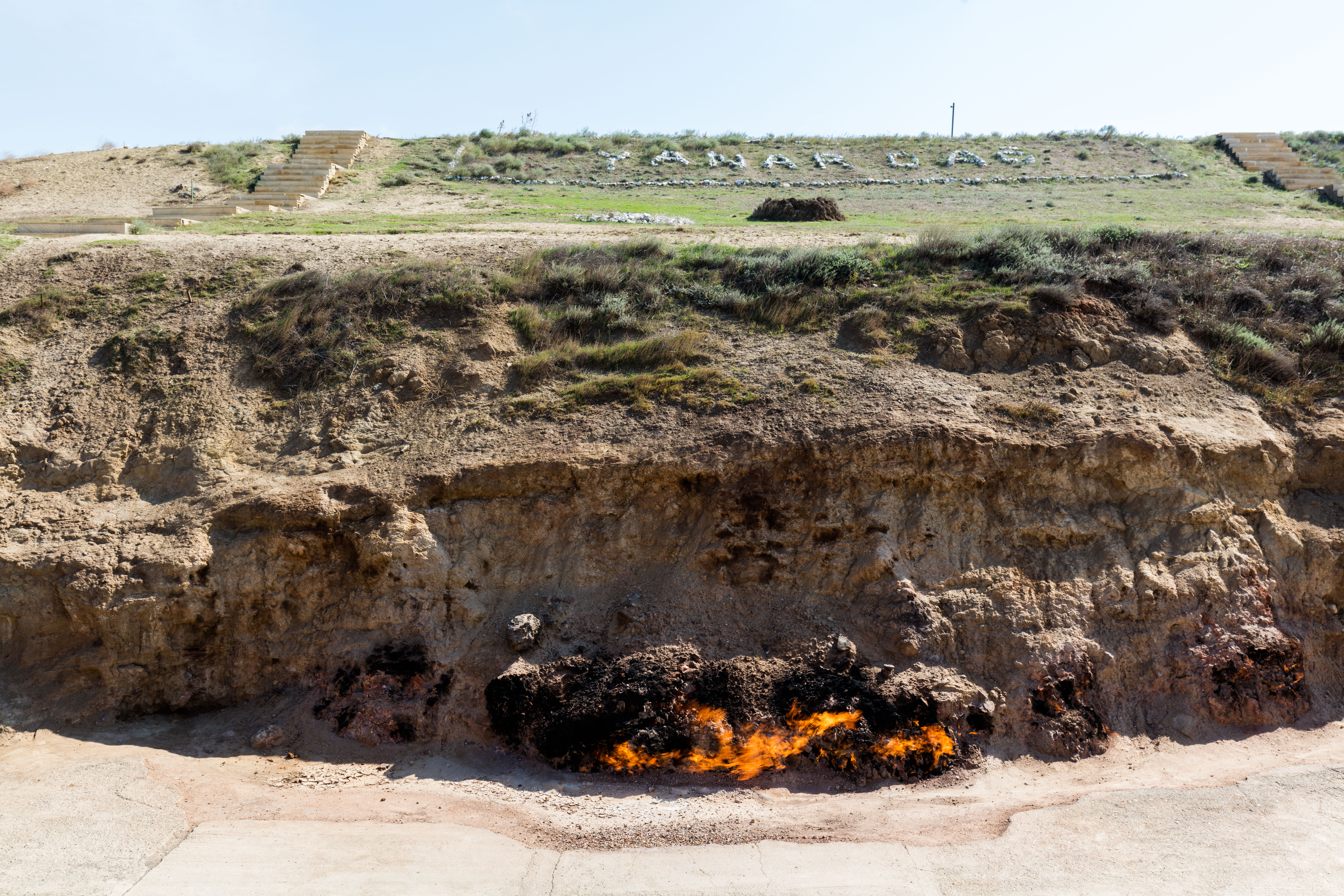
نمای یانارداغ از کنار جاده

دلیل ارائه شده برای وجود آتش دائمی یانارداغ، وجود گازهای هیدروکربنی است که از زیر سطح زمین منتشر می‌شود. به غیر از یانارداغ، معروف‌ترین مکان چنین آتش‌سوزی، آتشگاه باکو در قفقاز بزرگ است که یک مکان مذهبی ایرانی کهن است. همچنین گفته می‌شود که علت چنین آتش‌سوزی‌های دائمی می‌تواند «دگردیسی حرارتی» باشد.
آتشگاه باکو نیز مانند شعله‌های آتش یانارداغ مظهر نشت گاز طبیعی از لایه‌های متخلخل بود، اما جریان طبیعی آتشگاه مدتی پیش متوقف شد و شعله‌هایی که اکنون در آنجا دیده می‌شود برای ادامه جذب گردشگران از یک لوله گاز تغذیه می‌شود، در حالی که آتش یانارداغ هنوز کاملاً طبیعی است.‎
بر اساس مطالعه انجام شده توسط دانشمندان و زمین شناسان سازمان زمین‌شناسی جمهوری آذربایجان، تجزیه و تحلیل چهار نمونه برگرفته از یانارداغ نشان می‌دهد که ناحیه حداکثر شارش در سمت بالایی پرتگاه گسل واقع شده‌است - درست همان جایی که شعله‌های آتش از آن فوران می‌کند. این پرتگاه گسلی به عنوان بخشی از ساختار عظیم بالاخان-فاطمه‌ای در شبه جزیره آب‌شوران برشمرده می‌شود.

## ذخیره‌گاه تاریخی، فرهنگی و طبیعی
به منظور حفاظت از این بنای دیدنی و حمایت از گردشگری در این منطقه، ذخیره‌گاه تاریخی، فرهنگی و طبیعی ایالت یانارداغ با فرمان ریاست جمهوری در تاریخ ۲ مه ۲۰۰۷ تأسیس شد. این سازمان تحت کنترل آژانس دولتی گردشگری فعالیت می‌کند و در روستای محمدلی  (شهرستان آب‌شوران) واقع شده‌است. پس از تعمیرات اساسی بین سال‌های ۲۰۱۷ تا ۲۰۱۹، موزه یانارداغ و نمایشگاه سنگ یانارداغ کروملچ در محدوده این ذخیره‌گاه راه‌اندازی شد. مساحت این ذخیره‌گاه ۶۴٫۵۵ هکتار با آمفی تئاتر ۵۰۰ نفری برای کنسرت در فضای باز است. این محل دارای یک موزه سه‌منطقه‌ای با نمایشگاه‌هایی است که سنگ‌های باستانی و قطعات صنایع دستی مورد استفاده مردم محلی را به نمایش می‌گذارد. همچنین سنگ قبرها، کورگان‌های باستانی و دو محل دفن با گورهای تاریخی وجود دارد.

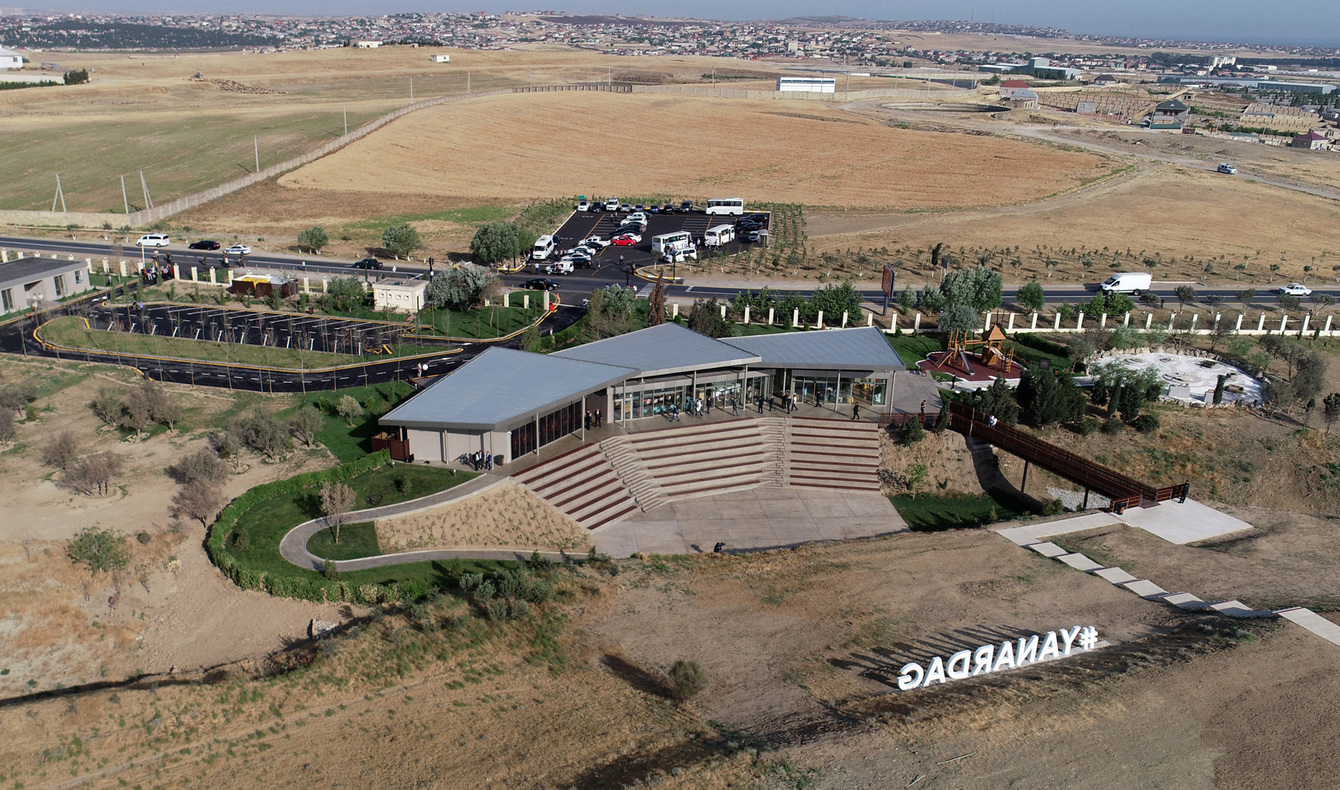
ذخیره‌گاه دولتی تاریخی، فرهنگی و طبیعی یانارداغ
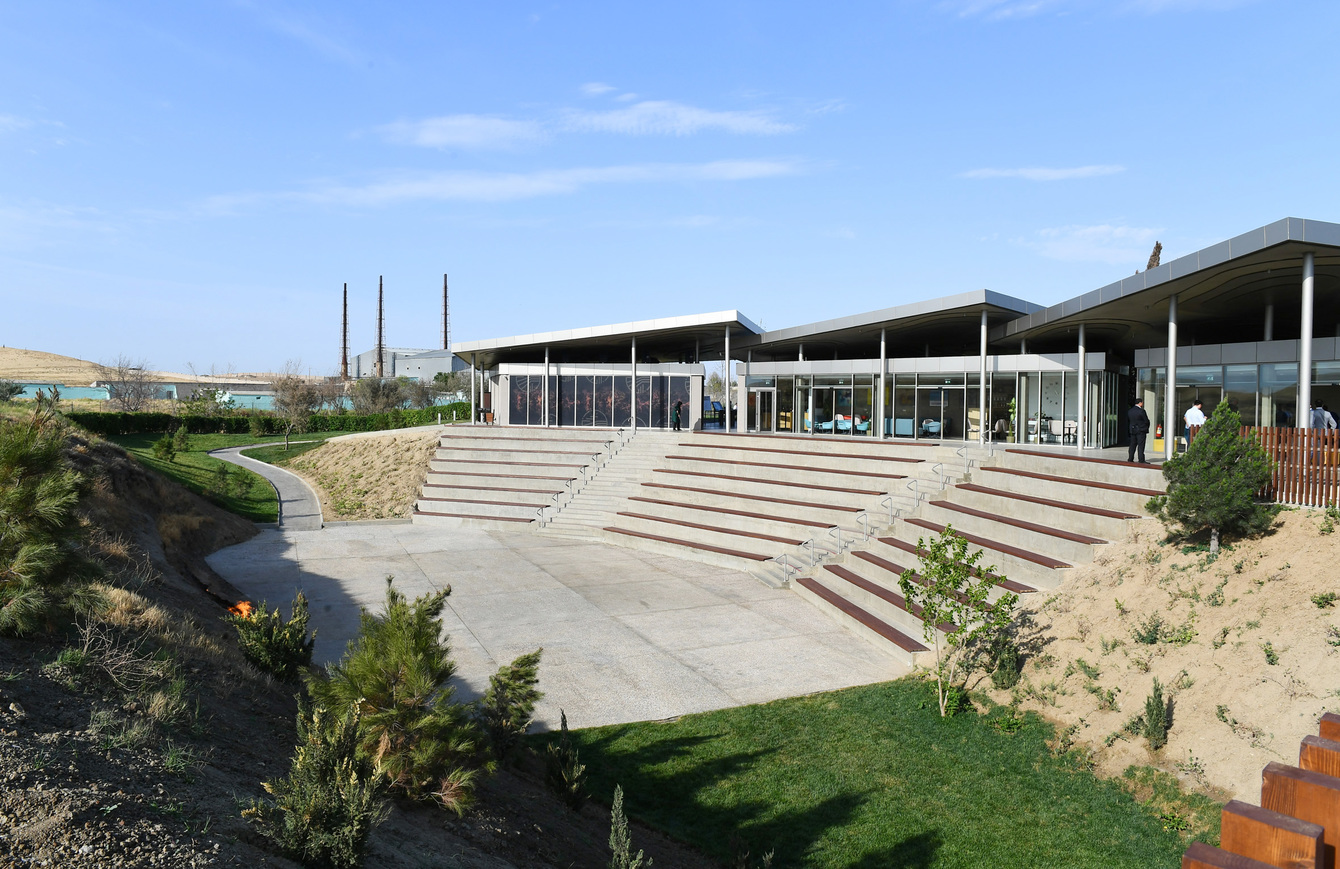
بخش پذیرش یانارداغ
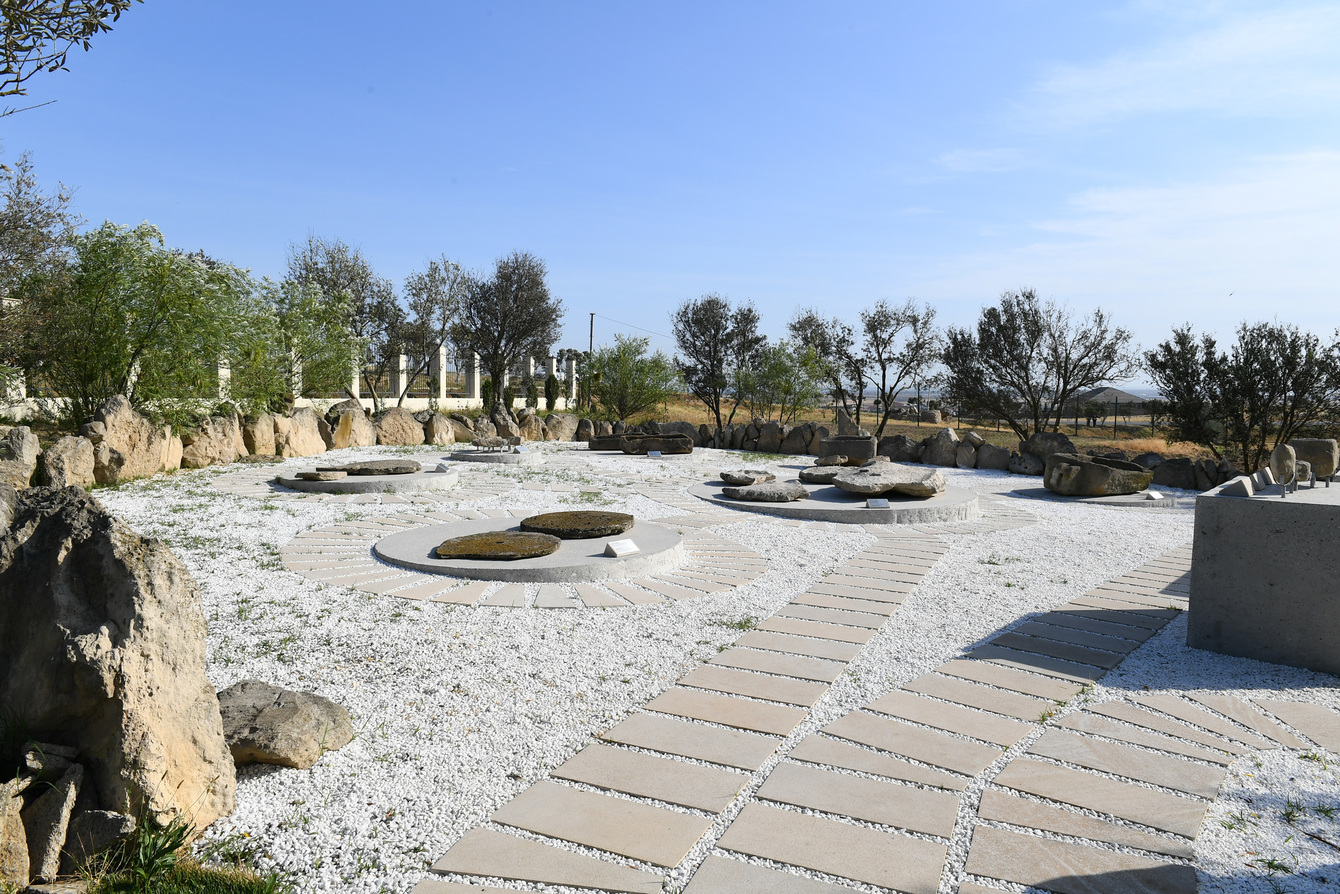
نمایشگاه سنگ یانارداغ کروملچ